# Kimning
Kimning er en klokkeringning, der markerer højtider og festdage og som sker enten aftenen før helligdagen eller forud for højmessen på selve helligdagen.
Kimningen foregår ved hurtigt gentagende slag på ydersiden af klokken med en hammer af træ eller lignende. Klokken selv forbliver i ro. Der er tale om omtrent fire kimeslag pr. sekund. Kimeslag opfattes som et glædessignal. Trationen går tilbage til reformationstiden. 
Kimningen kendes også fra Norge samt fra de tidligere østdanske områder Skåne, Halland og Blekinge (Skåneland) samt øen Gotland (på gutamål som kimbning).